# اینورگوردون
اینورگوردون (به انگلیسی: Invergordon) یک شهرک در اسکاتلند است که در هایلند واقع شده‌است. اینورگوردون ۴٬۰۷۵ نفر جمعیت دارد.